# قسمونة بنت إسماعيل
قسمونة بنت إسماعيل (القرن الحادي عشر م) من اثنتين أو ثلَاثا شاعرات يهوديات من العصور الوسطى اَللَّواتي الشعر محفوظ اليوم. (الأخريان الزوجة دوناش بن لبرط و ربما سارة اليمنية.)
هناك اليوم ثلاثة اشعار من قسمونة, في نزهة الجلساء في أشعار النساء من جلال الدين السيوطي و في القسم الأول من كتاب نفح الطيب من أحمد المقري التلمساني.
هذا الشعر الأشهر قسمونة:
أرى روضةً قد حان منها قطافُها
وليس يُرى جانِِ يمدّ لها يدا
فوا أسفي يمضي الشبابُ مضيّعاَ
ويَبقى الذي ما إن أسمّيه مفرَدا